# Hrabstwo Pennington (Minnesota)
Hrabstwo Pennington (ang. Pennington County) – hrabstwo w stanie Minnesota w Stanach Zjednoczonych. Obszar całkowity hrabstwa obejmuje powierzchnię 618,25 mil2 (1 601,27 km²). Według danych z 2010 r. hrabstwo miało 13 930 mieszkańców. Hrabstwo powstało 23 listopada 1910 roku, a jego nazwa pochodzi nazwiska Edmunda Penningtona – prezesa długoletniego operatora linii kolejowej.

## Sąsiednie hrabstwa
- Hrabstwo Marshall (północ)
- Hrabstwo Beltrami (wschód)
- Hrabstwo Clearwater (południowy wschód)
- Hrabstwo Red Lake (południe)
- Hrabstwo Polk (zachód, a także południowy wschód)

## Miasta
- Goodridge
- St. Hilaire
- Thief River Falls